# تپه احمدآباد سفلا
تپه احمدآباد سفلا مربوط به دوره اشکانیان است و در شهرستان کرمانشاه، بخش مرکزی، دهستان میان دربند، وسط و در زیر خانه‌های روستایی احمدآباد سفلا واقع شده و این اثر در تاریخ ۱۵ دی ۱۳۸۷ با شمارهٔ ثبت ۲۴۱۰۳ به‌عنوان یکی از آثار ملی ایران به ثبت رسیده است.